# Вейверлі (Іллінойс)
Вейверлі (англ. Waverly) — місто (англ. city) в США, в окрузі Морган штату Іллінойс. Населення — 1194 особи (2020).

## Географія
Вейверлі розташоване за координатами 39°35′33″ пн. ш. 89°57′8″ зх. д. / 39.59250° пн. ш. 89.95222° зх. д. (39.592574, -89.952335).  За даними Бюро перепису населення США в 2010 році місто мало площу 2,68 км², уся площа — суходіл.

## Демографія
Згідно з переписом 2010 року, у місті мешкало 1307 осіб у 564 домогосподарствах у складі 346 родин. Густота населення становила 489 осіб/км².  Було 622 помешкання (232/км²).
Расовий склад населення:
| - 98,5 % — білих - 0,3 % — корінних американців - 0,3 % — чорних або афроамериканців |

До двох чи більше рас належало 0,8 %. Частка іспаномовних становила 0,2 % від усіх жителів.
За віковим діапазоном населення розподілялося таким чином: 24,8 % — особи молодші 18 років, 55,9 % — особи у віці 18—64 років, 19,3 % — особи у віці 65 років та старші. Медіана віку мешканця становила 39,6 року. На 100 осіб жіночої статі у місті припадало 95,4 чоловіків;  на 100 жінок у віці від 18 років та старших — 89,0 чоловіків також старших 18 років.
Середній дохід на одне домашнє господарство  становив 56 922 долари США (медіана — 47 375), а середній дохід на одну сім'ю — 65 235 доларів (медіана — 53 958). Медіана доходів становила 43 594 долари для чоловіків та 31 900 доларів для жінок. За межею бідності перебувало 4,8 % осіб, у тому числі 5,8 % дітей у віці до 18 років та 9,1 % осіб у віці 65 років та старших.
Цивільне працевлаштоване населення становило 575 осіб. Основні галузі зайнятості: освіта, охорона здоров'я та соціальна допомога — 28,2 %, роздрібна торгівля — 13,2 %, фінанси, страхування та нерухомість — 8,0 %, публічна адміністрація — 7,0 %.